# Clamart Rugby 92
Maillots
Actualités
Dernière mise à jour : 3 novembre 2023.
Le Clamart Rugby 92 est un club de rugby à XV français situé à Clamart (Hauts-de-Seine). Il évolue en Fédérale 3, pour la saison 2024-2025.

## Historique
Le club est créé en 1963 par Yves Vivent, sous le parrainage de Guy Boniface. Le premier match, amical, aura lieu le 13 octobre 1963 contre le PUC. Inscrit en 3e Série dès la saison 1964-1965, l'équipe première monte en 2e série dès l'année suivante, en Honneur en 1969, puis en 3e division en 1970.
Lors de la saison 1996-1997, le club a évolué en 1re division du Groupe B mais est relégué malgré une saison honorable (10 victoires et 12 défaites) après un barrage perdu contre Poitiers 19-10.
Promoteur d'un jeu de vitesse et d'écartement, le club a construit sa réputation dans la région avec son école de jeu « à la clamartoise ». La formation est une force depuis toujours du club avec la création de l'école de rugby dès septembre 1964 par Edmond Duplan, les équipes Cadets et Juniors apparaissent à la rentrée 1967.
Évoluant en Fédérale 2 et Fédérale 3 depuis 1970.
Il est descendu en division Honneur en 2019 avant de retrouver la Fédérale 3 à l'issue de la saison 2019-2020.
Les équipes de jeunes, cadets et juniors, évoluent en Régionale 1.
L'équipe cadettes, créée lors de la saison 2022-2023, évolue dans le championnat à X.

## Identité visuelle

### Logo
Un nouveau logo est adopté à l'issue de la saison 2020-2021, inspiré d'un des anciens logos de l'histoire du club ainsi que de l'héraldique de la ville de Clamart, et accompagné du slogan « Sang et neige » ainsi que de la date de création.

Évolution du logo
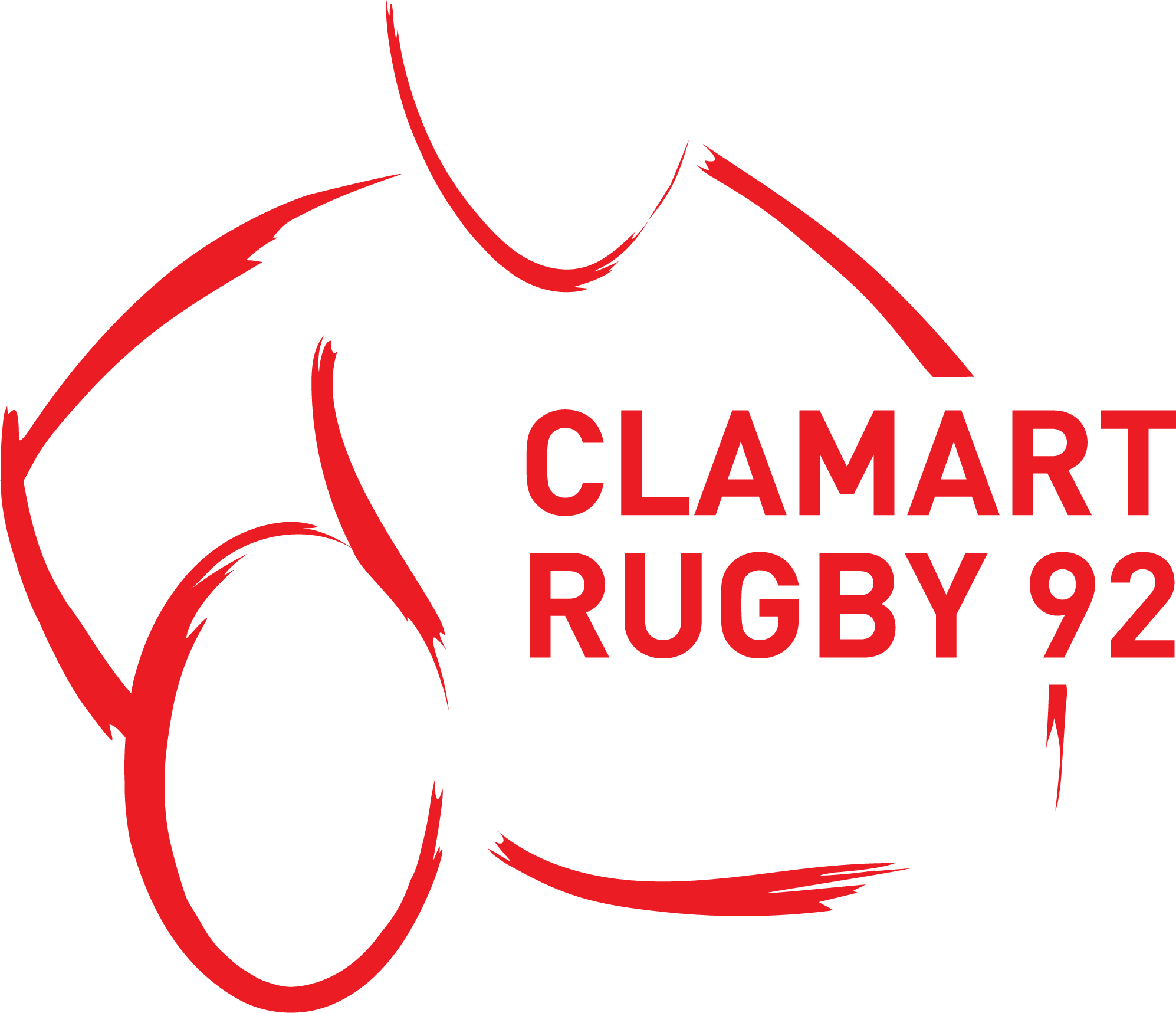
Ancien logo.
Logo depuis 2021.

## Palmarès
- Quart de finaliste de Fédérale 2 - 1995-1996.
- Quart de finaliste de Fédérale 3 - 1992-1993.

Les minimes (Moins de 14 ans) sont champions d'Ile de France catégorie A lors de la saison 2022-2023.

## Événements du club
Le tournoi Alain Conte, réservé aux jeunes de moins de 12 ans, se tient tous les ans pendant le week-end du 8 mai. Il accueille notamment l'équipe de Scunthorpe, ville du nord de l'Angleterre jumelée avec Clamart.

## Personnalités du club

### Entraîneurs équipes seniors
- 2019 - 2020 : Pierre le Fur, Nicolas Baratto, Rémy Bourdaa, Olivier Lagrange
- 2020 - 2021 : Pierre le Fur, Rémy Bourdaa, Olivier Lagrange
- 2021 - 2023 : Pierre le Fur, Rémy Bourdaa, Sébastien Coutan, Eric Catonnet
- 2023 - 2024 : Frédéric Licois, Frédéric Kaltenbach, Pierre le Fur, Sébastien Coutan, Eric Catonnet

### Présidents
- 1998-2000 : Emile Coustié
- 2000-2002 : Eric Fertey
- 2002-2006 : Sébastien Coutan
- 2006-2007 : André Brizzi / Philippe Lagrange
- 2007-2018 : Philippe Lagrange
- 2018-     : Sébastien Papillon

### Joueurs emblématiques
- Alain Mahé, arrivé à Clamart en minimes en 1967, international en juniors et France B
- Michel Tachdjian, 2e ligne, formé à Clamart puis champion de France en 1990 avec le Racing Club de France, 3 sélections en équipe de France (international no 770)
- Christophe Deslandes, 3e ligne centre, champion de France avec le Racing en 1990, puis avec Montferrand, international no 762 avec 6 capes
- Stefan Etcheverry, ouvreur, formé à l'école de rugby, puis Senior jusqu'en 2003. International autrichien, journaliste chez Canal+, BFM TV puis TF1
- Matthieu Degiovanni, 2e ligne, issu d'une lignée de joueurs clamartois, il démarre à Clamart avant de rejoindre le Stade français
- Loïc Godener, 3e ligne, formé à l'école de rugby, professionnel à Grenoble, puis au Stade français, puis Clermont avant de rejoindre Oyonnax pour la saison 2023-2024